# Panzano in Chianti
Panzano in Chianti è una frazione del comune di Greve in Chianti, in provincia di Firenze.

## Storia
La zona di Panzano era abitata già in epoca etrusca come dimostra il ritrovamento di una stele risalente al VI - V secolo a.C. presso la pieve di San Leolino, stele poi dispersa. Anche in epoca romana la zona fu fittamente abitata, di quel periodo sono rimaste numerose tracce nei toponimi tra cui lo stesso Panzano. All'inizio del X secolo risulta citata la Pieve di San Leolino a Flacciano, poi diventato Panzano.
Nel XII secolo si ha la prima testimonianza del nome Panzano che viene citato nella plebe Sancti Leolini sitam in Panzano mentre nelle decime del XIII secolo si trova citata anche la chiesa di Santa Maria posta nel castello. Il castello di Panzano sicuramente si era già sviluppato prima del XII secolo e risultava tra i possedimenti della famiglia Firidolfi.
Delle vicende storiche del castello non sono rimaste molte tracce. Alla metà del XIII secolo quando il contado fiorentino fu organizzato in leghe Panzano era compreso nella Lega della Val di Greve. Dopo la Battaglia di Montaperti nel 1260 il castello venne saccheggiato ed ebbe distrutte due torri da parte dalle truppe ghibelline vittoriose. Durante la guerra che oppose Firenze con i Visconti di Milano Panzano, nel 1397, venne occupato e nuovamente saccheggiato dalle truppe di Alberico da Barbiano.
Nel 1478, le truppe senesi e i loro alleati, le truppe del Re di Napoli Ferdinando I d'Aragona invasero per la seconda volta il Chianti. In quell'occasione il castello di Panzano fu uno dei più importanti baluardi a difesa della repubblica di Firenze tanto da divenire la sede del Commissario della Repubblica. Dopo la caduta della Repubblica di Siena nel 1555, Panzano non sarà più coinvolto in eventi bellici fino al 1944.

## Monumenti e luoghi d'interesse

### Il castello

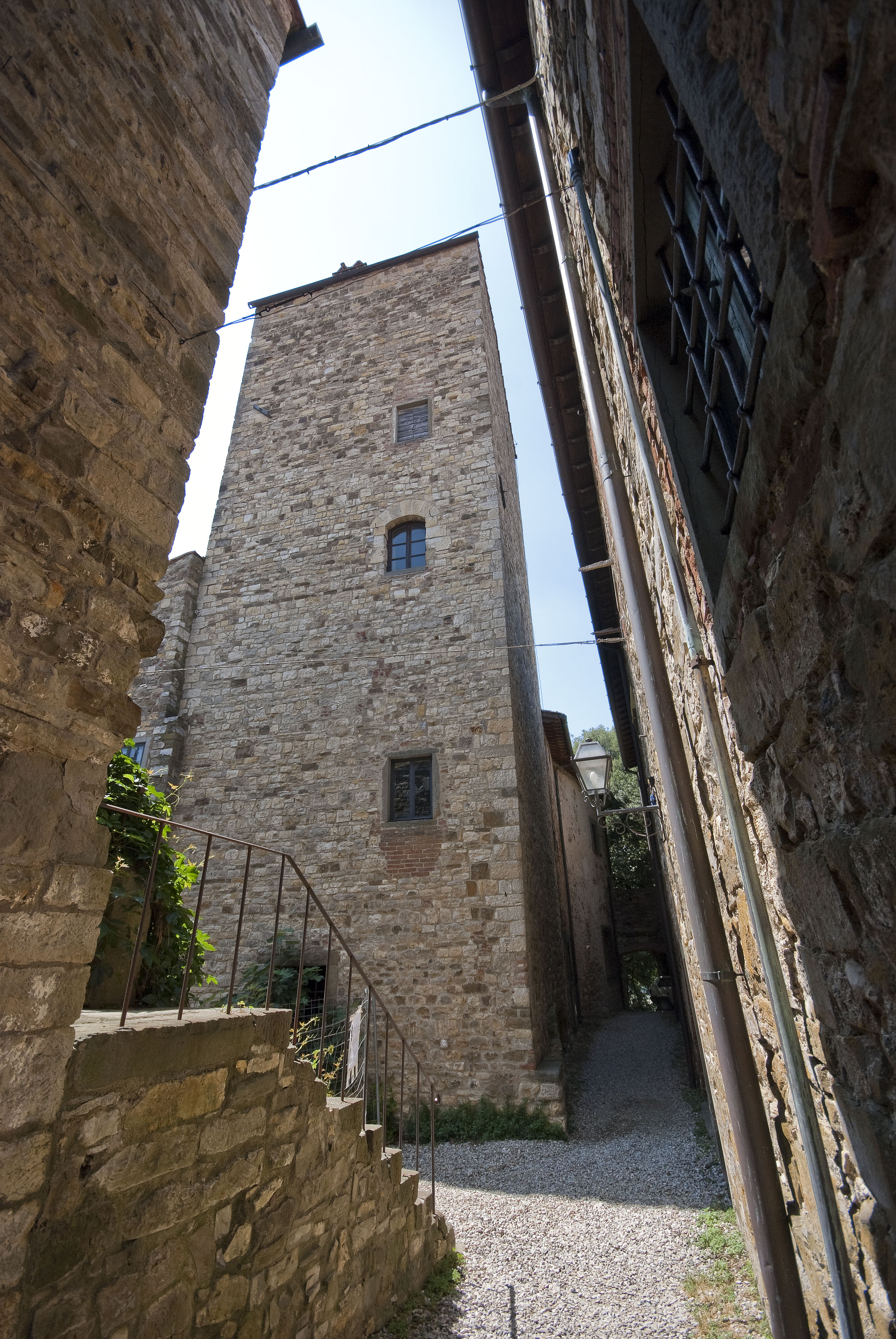
Torre del Cassero

Il castello è la parte più in alto e la più antica di Panzano. Sono ancora conservate buona parte delle mura che cingevano il poggio; su due lati però sono state diminuite in altezza mentre nella parte sud-est mancano del tutto. Si sono conservate anche delle torri d'angolo tra cui una è stata riutilizzata come campanile della chiesa di santa Maria mentre un'altra ancora conserva l'apparato a sporgere.
La struttura interna del castello è semplice; dall'unica porta di accesso, che in origine forse presentava un'antiporta, attraverso un'unica strada si arriva ad una piccola piazzetta sulla quale si affaccia il cassero. Il cassero è costituito da un'alta torre che si eleva più in alto di tutti gli altri edifici. All'interno del castello sono presenti altri edifici interessanti tra cui va segnalato quello posto accanto alla porta di accesso che presenta un palese carattere medievale. Tutti gli edifici del castello per l'accuratezza del paramento murario e per la foggia degli archivolti fanno datare al XII secolo le strutture del castello di Panzano. Costruito ed appartenuto da sempre alla famiglia Firidolfi o da Panzano (che, secondo alcuni autori, inurbatisi a Firenze hanno dato il nome all'attuale Via Panzani), alla metà del XIX secolo è passato in parte per successione ed in parte per riacquisto dai Conti Mancini alla famiglia Buoninsegni (poi Tadini Buoninsegni) cui è appartenuto fino alla seconda metà del XX secolo.
Poco fuori del castello era situata l'antica chiesa dedicata a Santa Maria che alla fine del XIX secolo venne sostituita dall'attuale.

### Borgo di Panzano
Fuori dal castello, lungo la via di accesso che segue il crinale della collina, già nel XII secolo è accertata la presenza di un borgo come riportato in un documento del 1146, burgus de castro de Panzano.
Il borgo e il castello formano quello che attualmente è il cosiddetto Panzano Alto.
Il borgo di Panzano è articolato su due strade che partendo da una piazzetta salgono parallele fino al castello. Tra gli edifici del borgo alcuni mostrano caratteri riferibili al XVII o al XVIII secolo anche se da sotto alcuni intonaci cadenti si affacciano strutture medievali.

### Campana
La zona denominata Campana è quella che sorge ai piedi del poggio di Panzano all'incrocio tra la strada dei poggi che si snoda lungo lo spartiacque tra Greve e Pesa, congiungendo attraverso un percorso molto panoramico le due località poste ai margini San Casciano in Val di Pesa da una parte e Volpaia dall'altra passando per il Castello delle Stinche, e la via Chiantigiana che conduce verso Radda in Chianti e Castellina in Chianti, (Passo di Campana 480 m s.l.m.). Il suo nome deriva dalla forma della piazza [Gastone Bucciarelli] che vista dall'alto assomiglia ad una campana.
Campana era ricordata anche nella Carta dei Capitani di Parte Guelfa realizzata alla fine del XVI secolo; in quella carta vien chiamata Piazza Panzanini e sulla piazza ancora oggi esistente si affaccia un bel palazzo cinquecentesco.

## Altri progetti

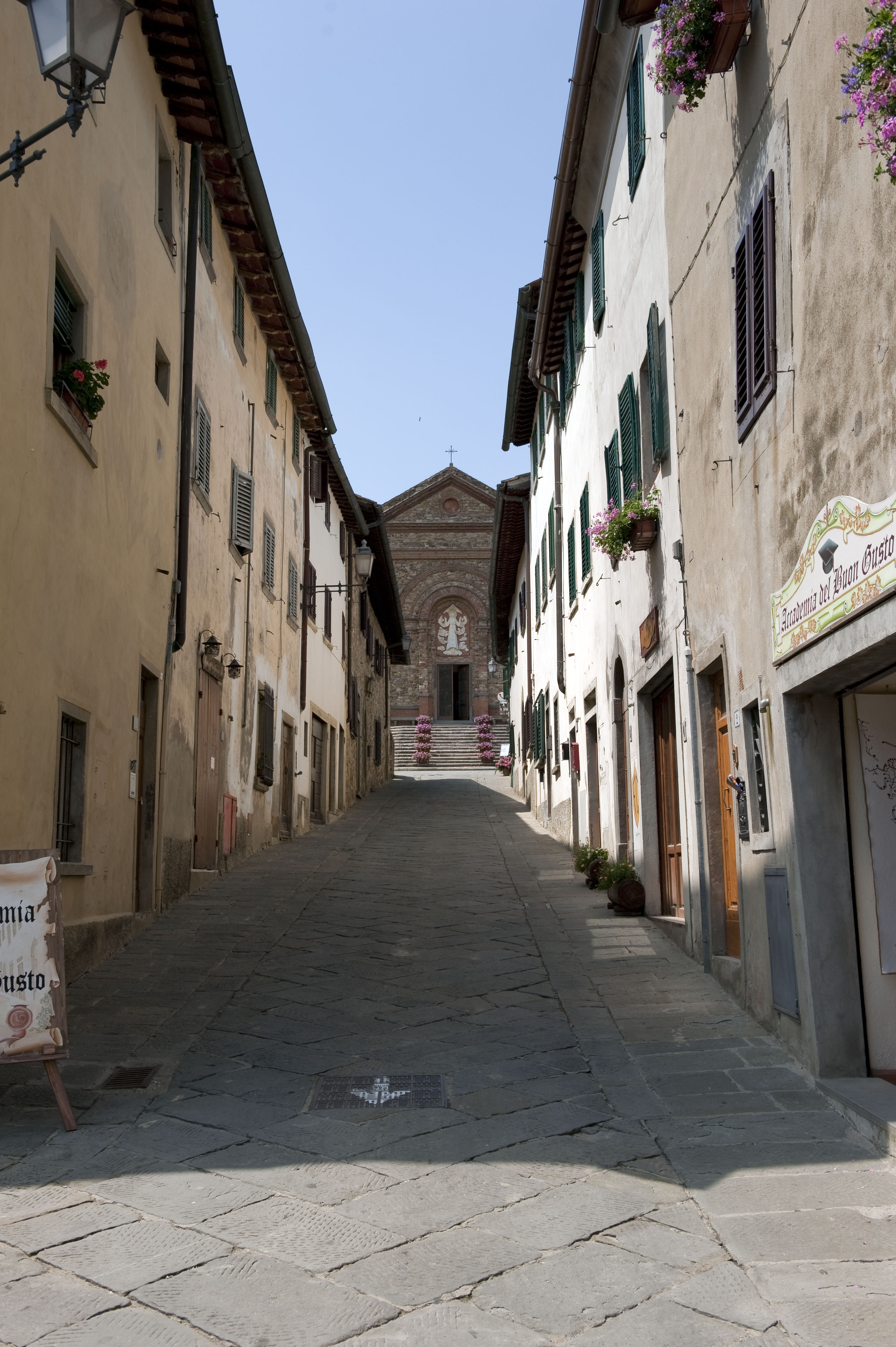
via centrale di Panzano Alto

### Conca d'Oro
Conca d'Oro è la parte di Panzano volta a solatio che si affaccia e degrada sull'ampia vallata del torrente/fiume Pesa; da qui un paesaggio a perdita d'occhio di boschi, vigneti e oliveti della Toscana Centrale. Il nome Conca d'Oro si riferisce alla forma dei fianchi della collina in quel punto, una conca appunto. La zona perimetrata, sicuramente sin dal primo medioevo se non prima, veniva e viene definita la “Conca d’Oro”. L’appellativo deriva dal fatto che in tale vallata era coltivata, nel mezzo ad i filari di viti, una gran quantità di grano tanto che nei mesi estivi la valle risplendeva di un bel giallo paglierino da sembrare una grande conca piena di oro. Dagli anni ’70 in poi la coltura del grano è stata sostituita da quella della vite ben più redditizia e l’oro adesso è il meraviglioso vino chianti classico che in essa si produce.
(Nella Conca d’Oro: la Chiesa di Sant’Eufrosino evangelizzatore e patrono del Chianti. La casa colonica ove visse Carlo Fallaci, trisavolo di Oriana Fallaci, scrittrice di fama internazionale)

### Architetture religiose
Nella frazione di Panzano o nelle sue immediate vicinanze possiamo trovare le seguenti chiese:
- Pieve di San Leolino
- Chiesa di Santa Maria
- Oratorio di Sant'Eufrosino

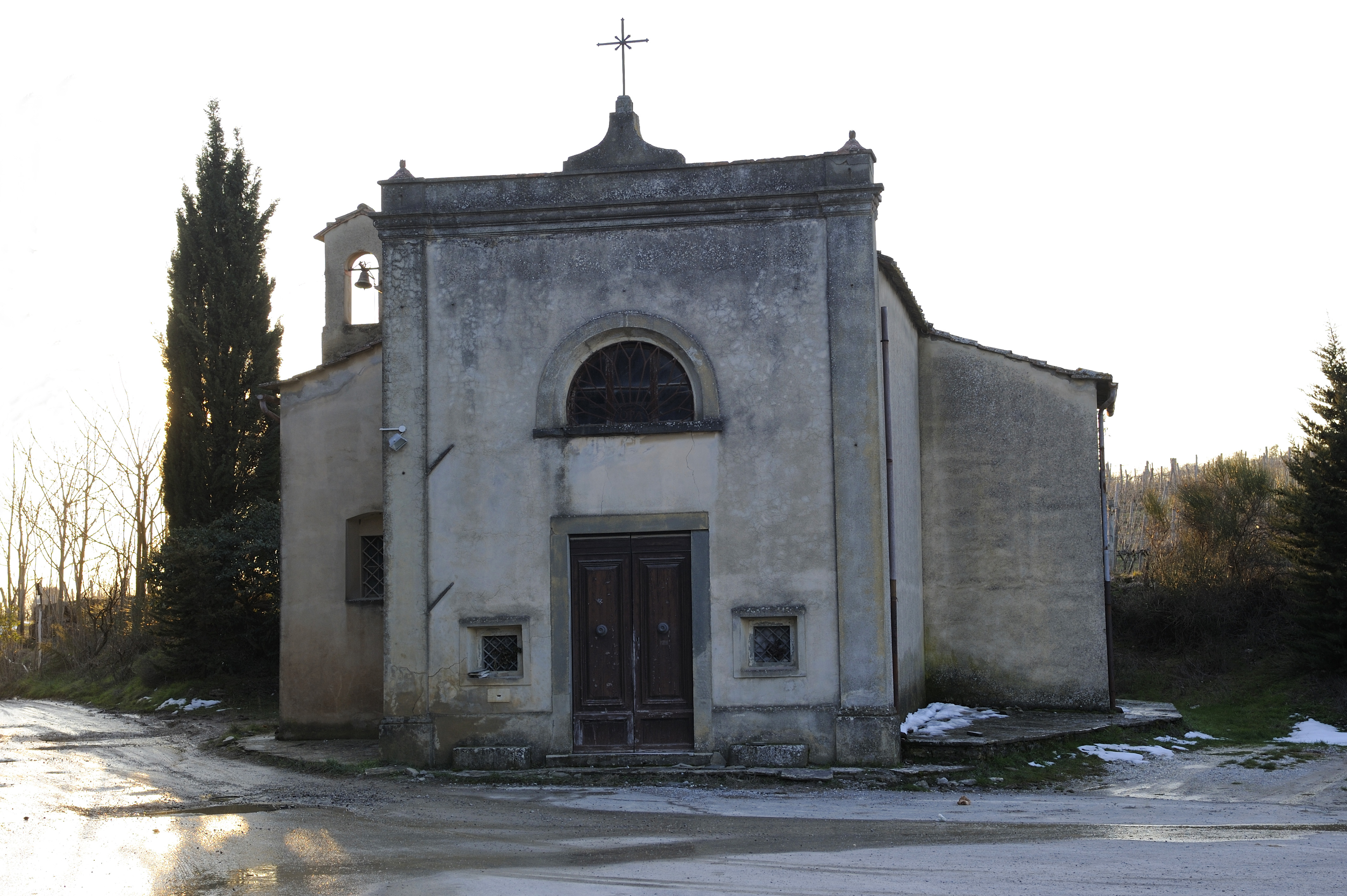
Cappella di Santa Maria delle Grazie

- Da segnalare anche la Cappella di Santa Maria delle Grazie, popolarmente conosciuta come cappella delle Croci, posta subito fuori dal castello.Cappella di Santa Maria delle GrazieLa cappella delle Croci è situata sulla strada provinciale che conduce a Mercatale Val di Pesa e prende il suffisso delle Croci per essere posta ai piedi della salita del Monte alla Croci, luogo nel quale all'inizio del XVIII secolo era una via Crucis, oggi non più esistente. L'edificio venne costruito al posto di un precedente oratorio e venne edificato quale ringraziamento per la fine dell'epidemia di colera del 1855. La cappella ha un'unica navata coperta a capriate e conclusa da un'abside semicircolare. Nella zona presbiteriale l'edificio si allarga in due ali laterali di dimensioni diverse; l'ala di sinistra è infatti più lunga e ospita la sagrestia e il piccolo campanile a vela. La facciata presenta uno stile vagamente neoclassico e si conclude orizzontalmente quasi fosse una trabeazione che si appoggia su lesene angolari; al centro è posto il portale che è affiancato da due finestrelle quadrate con grata e inginocchiatoio in pietra, ed è sormontato da una finestra semicircolare.